# Phylica leipoldtii
Phylica leipoldtii är en brakvedsväxtart som beskrevs av Neville Stuart Pillans. Phylica leipoldtii ingår i släktet Phylica och familjen brakvedsväxter. Inga underarter finns listade i Catalogue of Life.